# Mehmet Seyfettin Özege
Mehmet Seyfettin Özege (* 7. Februar 1901 in Istanbul; † 27. April 1981) war ein türkischer Büchersammler und Bibliograph.

## Leben und Werk
Nach dem Jurastudium, das er 1924 abschloss, arbeitete er bis 1950 in verschiedenen Banken. Er blieb unverheiratet. Neben Türkisch konnte er gut Arabisch, Persisch und Französisch. Die Bücher, die er von dem Bibliographen Nurullah Pertevoğlu (1894–1956) erwarb, wurden zum Grundstock seiner eigenen Sammlung. 1961 schenkte er etwa 50.000 Bücher der 1957 gegründeten Atatürk-Universität in Erzurum. Zwischen 1971 und 1979 erschien seine fünf Bände umfassende Bibliographie Eski Harflerle Basılmış Türkçe Eserler Katalogu, in der aufgrund von Autopsie nahezu alle von 1728 bis 1928 in arabischer Schrift gedruckten türkischen Bücher verzeichnet sind. Özeges Grab befindet sich auf dem Kozlu-Friedhof in Istanbul.